# Gafanha do Carmo
Gafanha do Carmo ist eine Ortschaft und Gemeinde in Portugal.

## Geschichte
Die Gemeinde Gafanha do Carmo wurde 1960 durch Ausgliederung aus der Stadtgemeinde von Ílhavo (S. Salvador) geschaffen.

## Verwaltung
Gafanha do Carmo ist eine Gemeinde (Freguesia) im Kreis (Concelho) von Ílhavo im Distrikt Aveiro. In ihr leben 1754 Einwohner auf einer Fläche von 7 km² (Stand 30. Juni 2011).
Folgende Ortsteile bilden die Gemeinde:
- Costa Nova do Prado (Teil)
- Gafanha do Carmo